# Лебиб, Андриано
Андриано Лебиб (англ. Andriano Lebib; Пустой шаблон {{ВД-Преамбула}} ) — австралийский футболист, защитник клуба «Перт Глори».

## Клубная карьера
Лебиб — воспитанник клуба «Перт Глори». 28 апреля 2024 года в матче против «Сиднея» он дебютировал в А-Лиге. 

## Международная карьера
В 2023 году в составе юношеской сборной Австралии Лебиб принял участие в юношеском Кубке Азии в Таиланде. На турнире он сыграл в матчах против команд Саудовской Аравии, Китая, Таджикистана и Японии.